# Studio F1
Studio F1 var ett program som sändes före varje Formel 1-lopp i TV6 och Viasat Sport-kanalerna. Under 2006 visades det även i TV3 och ZTV.
Janne Blomqvist var programledare. Blomqvist och Eje Elgh kommenterade själva loppen. Under 2006 leddes programmet av Robert Aschberg; Carolina Gynning och Tore Kullgren arbetade som reportrar i depån. 